# Ludwig Jungermann
Ludwig Jungermann (ur. 4 lipca 1572 w Lipsku, zm. 7 czerwca 1653 tamże) – niemiecki lekarz i botanik.

## Życiorys
Ludwig Jungermann urodził się 4 lipca 1572 roku w Lipsku. Studiował medycynę na uczelniach w Jenie, Altdorfie i Gießen. Tytuł doktora uzyskał w 1609 roku. Zaraz po studiach zajmował się opisami i systematyką roślin. Na zlecenie biskupa Eichstätt Johanna Konrada von Gemmingena (1561–1612), razem z Basiliusem Beslerem (1561–1629) sporządził opis roślin ogrodu biskupiego – Hortus Eystettensis w Willibaldsburgu, który został wydany drukiem w 1613 roku.
W latach 1614–1624 był profesorem botaniki w Gießen a później w Altdorfie. Sprawował funkcję rektora uniwersytetów w Gießen oraz w Altdorfie (trzykrotnie). W 1616 roku odrzucił propozycję wyjazdu do Anglii, by zastąpić Matthiasa de l’Obel (1538–1616).
W 1615 roku opracował jeden z pierwszych katalogów roślin – roślin Altdorfu i okolic, a w 1623 roku Gießen i okolic. Zarówno w Gießen, jak i w Altdorfie założył i prowadził ogrody botaniczne. Prowadził również herbarium, gdzie zgromadził prawie 2000 roślin.
Zmarł 7 czerwca 1653 roku w Lipsku.

## Upamiętnienie
Na cześć Jungermanna nazwano jeden z rodzajów wątrobowców – Jungermannia, od którego z kolei utworzono nazwę rodziny Jungermanniaceae i rzędu Jungermaniales.